# De twaalf rovers
De twaalf rovers is een Nederlandstalige jeugdroman, geschreven door Paul Biegel en uitgegeven in 1971 bij Uitgeverij Holland in Haarlem. De eerste editie werd geïllustreerd door Peter Vos. Het werk, dat in 1972 werd bekroond met een Zilveren Griffel en in 1973 met de Nienke van Hichtumprijs, werd later vertaald naar het Duits (1973), het Engels (1977), het Spaans (1984) en het Deens (1991).

## Inhoud
Het boek, geschreven voor kinderen vanaf 12 jaar, verhaalt over een twaalftal rovers die boven op een berg in een rovershol wonen, en dagelijks op hun paarden naar beneden stormen om op de grote weg die onder aan de berg ligt rijke reizigers te beroven. Dit patroon wordt echter ruw verstoord als op een dag er geen reizigers meer langskomen. Er blijkt geen goudstuk meer in het land te zijn, op de schat van de koning na. De rovers besluiten een voor een op zoek te gaan naar deze schat, maar allen keren onverrichter zake terug. Alleen Geip, de laatste rover, lijkt de oplossing te weten.